# John Clerk de Pennycuik
John Clerk de Pennycuik (moderne Penicuik ; 1611-1674) est un commerçant écossais connu pour avoir réuni une collection complète de papiers de famille, maintenant conservée par les Archives nationales et la Bibliothèque nationale.

## Biographie
Né à Montrose, il est le fils du marchand William Clerk (décédé en 1620) et baptisé par Alexander Forbes (en), l'évêque de Caithness, à Fettercairn le 22 décembre 1611.
C'est une personne de grande capacité et d'un esprit commercial entreprenant. Installé à Paris en 1634, en quelques années il acquiert une fortune considérable. De retour en Écosse en 1646, il achète des terres (voir Penicuik House (en)) et la baronnie de Penicuik dans le Midlothian, qui sont depuis titre et résidence de cette famille.
Clerk épouse Mary, fille de Sir William Gray of Pittendrum, dont il a cinq fils et cinq filles. À sa mort, son fils aîné Sir John Clerk, 1st Baronet (en) lui succède.